# Ololygon insperata
Ololygon insperata é uma espécie de anfíbio da família Hylidae. Endêmica do Brasil, pode ser encontrada apenas no estado do Rio de Janeiro.